# Tekkeköy, Sarayköy
Tekke là một xã thuộc huyện Sarayköy, tỉnh Denizli, Thổ Nhĩ Kỳ. Dân số thời điểm năm 2010 là 128 người.